# Zora Arkus-Duntov
Zora Arkus-Duntov, nato Zachary Arkus (Bruxelles, 25 dicembre 1909 – Detroit, 21 aprile 1996), è stato un ingegnere russo naturalizzato statunitense, di origine belga.

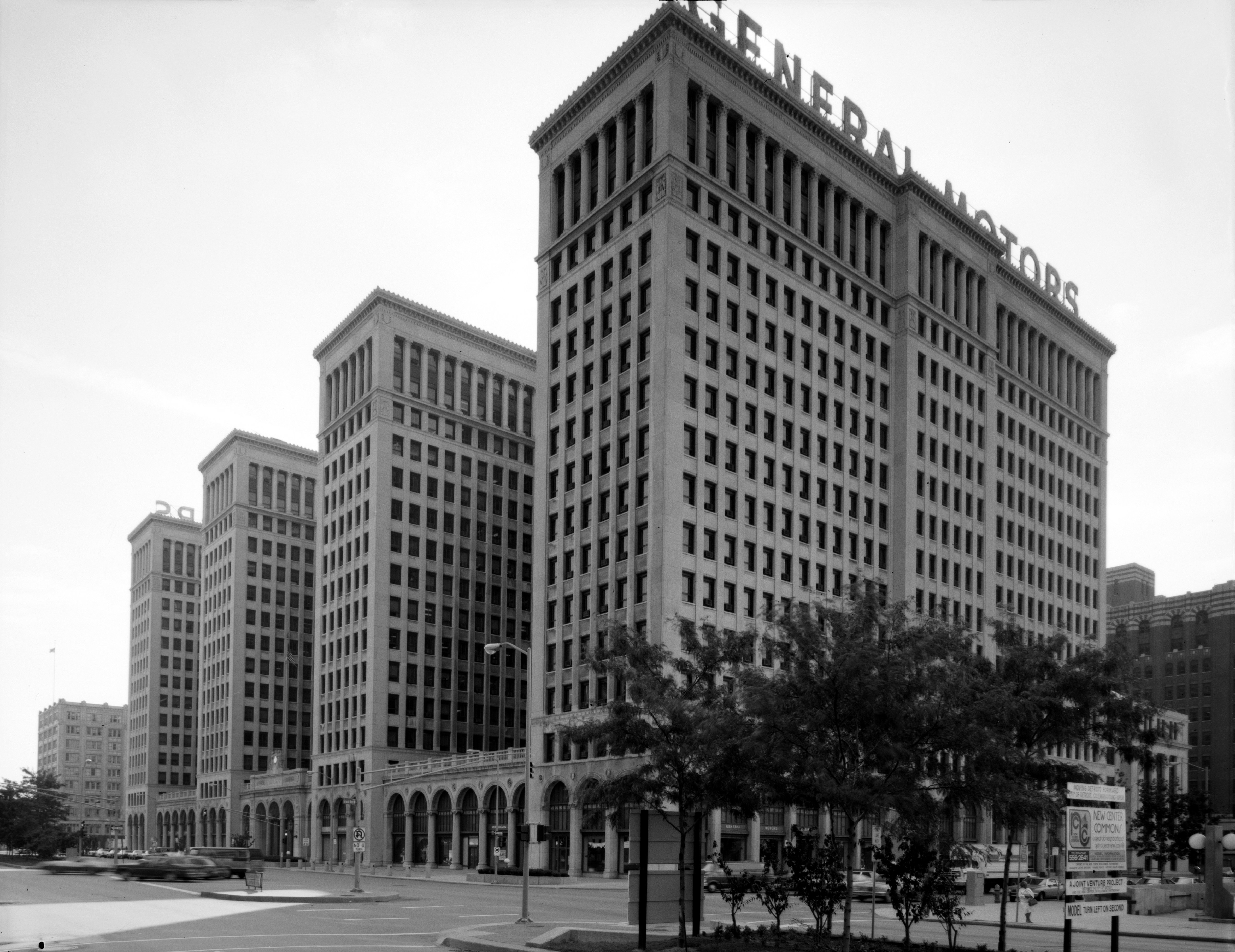
La sede della General Motors a Detroit, edificio realizzato dall'architetto Albert Kahn nel 1919.

Il lavoro e il prestigio esercitati all'ufficio tecnico della General Motors per la produzione della Chevrolet Corvette gli valsero l'appellativo di "padrino" o "padre della Corvette", al punto che talvolta qualcuno lo ritiene il creatore stesso della Corvette, titolo che in realtà appartiene ad Harley Earl.

## Biografia

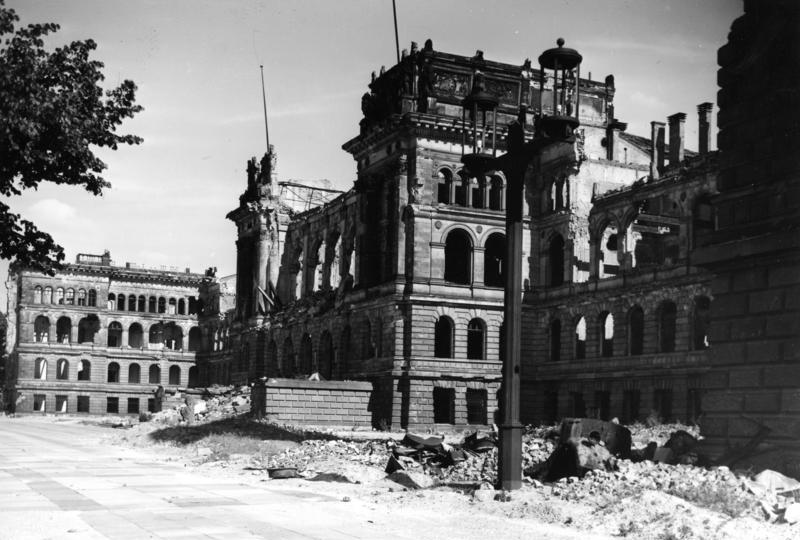
Le rovine dell'antico Politecnico di Charlottenburg a Berlino.

Nato nel 1909 da genitori ebrei russi, il padre Jacques Arkus era un ingegnere minerario e la madre una studentessa in medicina a Bruxelles. L'anno successivo la famiglia ritornò a San Pietroburgo e qui in seguito affrontò le difficoltà e le ristrettezze della prima guerra mondiale e della rivoluzione russa. Dopo il divorzio dei genitori, per motivi economici il padre di Zora continuò a vivere nella stessa casa, dove era venuto ad abitare pure il nuovo compagno della madre, Josef Duntov, anch'egli ingegnere minerario.
Nel 1927 la famiglia si trasferì a Berlino e qui, pur dedicandosi agli studi, il giovane Zora mostrò subito una spiccata passione per meccanica e motori nonché l'aspirazione a diventare pilota (partecipò infatti ad alcune corse d'auto locali). Nel 1934 si laureò in Ingegneria Meccanica presso il Politecnico di Charlottenburg (oggi noto come Università tecnica di Berlino) e, grazie alla sua specializzazione in sviluppo motoristico e sovralimentazione, ottenne un impiego presso la Mercedes; iniziò anche a scrivere articoli tecnici per la pubblicazione motoristica tedesca Auto Motor und Sport.

### La seconda guerra mondiale

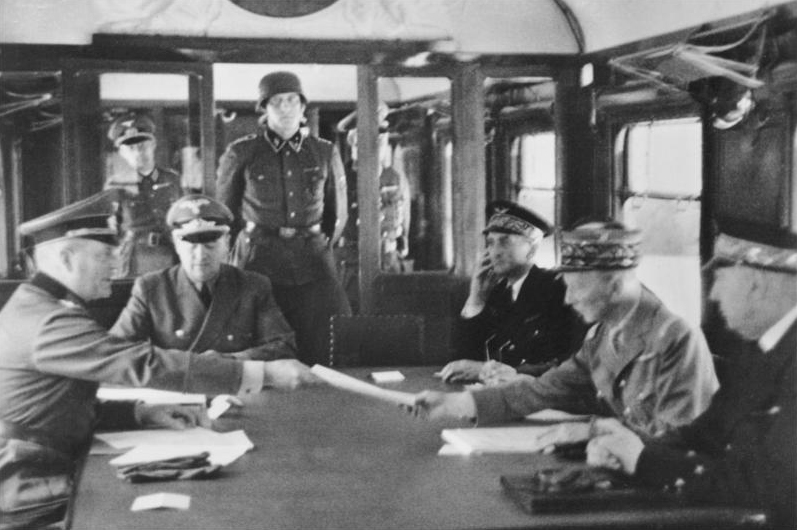
La firma dell'armistizio tra Francia e Germania nella foresta di Compiègne, il 22 giugno 1940.

La vita nella Germania governata dai nazisti era tuttavia problematica per un giovane di origini ebraiche, perciò Zora si trasferì a Parigi. Qui conobbe la quindicenne Elfi Wolff, tedesca di nascita ma ballerina alle Folies Bergère, e due anni dopo, nel 1939, si sposarono. Allo scoppio della seconda guerra mondiale, Zora e il fratello Yura si arruolarono come piloti nell'Armée de l'air prestandovi servizio fin verso l'estate del 1940.
Dopo la resa francese ai nazisti, ottenne tramite il consolato spagnolo di Marsiglia i visti d'uscita per sé, la moglie, il fratello e i genitori; Elfi, allora ancora a Parigi, percorse in auto un drammatico viaggio fino a Bordeaux precedendo di poco le truppe tedesche che avanzavano, mentre Zora e Yura l'attendevano nascosti in un bordello; cinque giorni dopo i fuggitivi poterono riunirsi e, una volta raggiunto il Portogallo, da lì salparono alla volta degli Stati Uniti d'America e di New York a bordo di una nave da carico convertita in servizio passeggeri.

### La Ardun

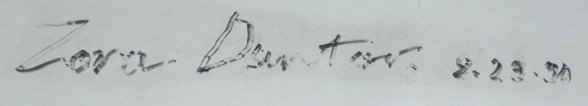
La firma Zora Duntov, autentica, rinvenuta sul paraurti di uno dei primi esemplari di Chevrolet Corvette.

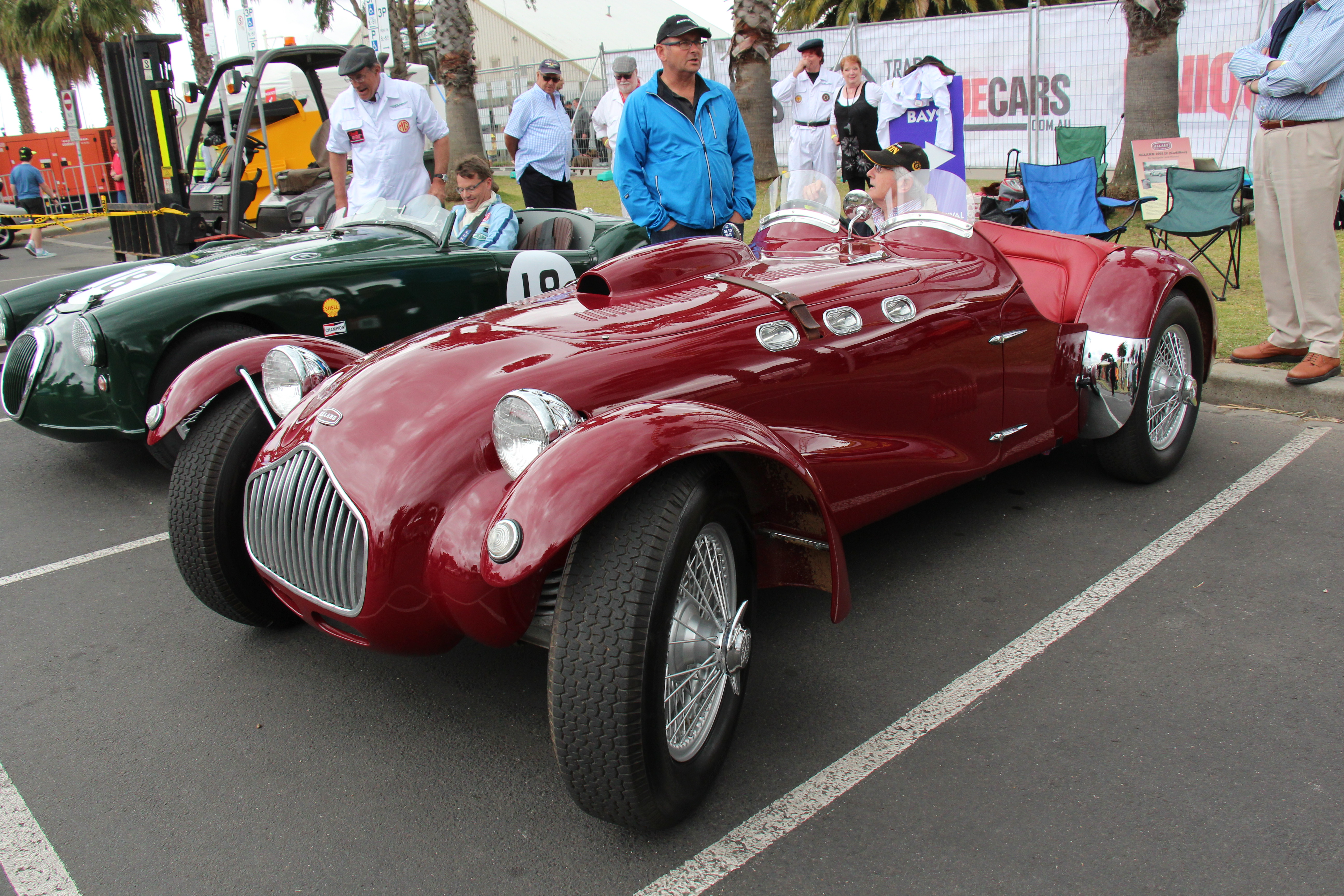
Una Allard J2 Roadster dei primi anni 50.

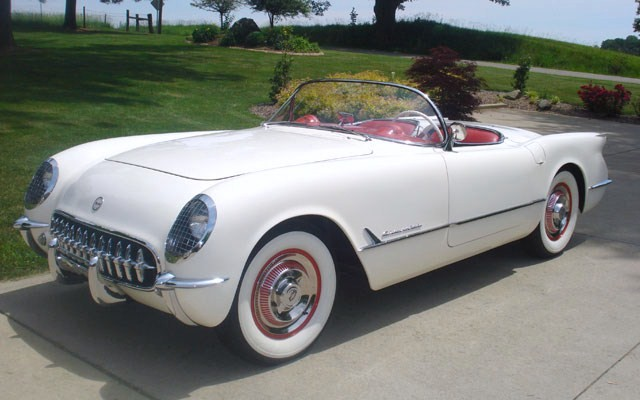
La Chevrolet Corvette del 1953.

Stabilitosi a Manhattan, nel 1941 Zora assunse il doppio cognome Arkus-Duntov e, insieme al fratello Yura, fondò la Ardun (sigla derivata dalla contrazione dei cognomi Arkus e Duntov), officina specializzata nella fornitura di munizioni da guerra per i militari e poi nella produzione di valvole in testa in alluminio, in particolare di teste emisferiche per la camera di combustione del motore Ford V8 Flathead, che ebbero grande successo in quanto consentivano enormi aumenti di potenza del motore (oltre 300 cavalli). La Ardun crebbe fino ad avere 300 dipendenti collaborando con un'azienda per motori d'auto da corsa allora celeberrima negli Stati Uniti come la Offenhauser; in seguito però la società cessò l'attività a causa di alcune discutibili decisioni finanziarie prese da un socio assunto dai due fratelli.
Zora Arkus-Duntov cercò anche di realizzare il suo sogno giovanile di diventare un pilota automobilistico: nel 1946 e 1947 provò infatti a qualificare per la 500 Miglia di Indianapolis una Talbot-Lago da lui guidata, ma senza successo entrambe le volte.
Nel 1950 Zora tornò nel vecchio continente, chiamato in Inghilterra da Sydney Allard per sviluppare la Allard J2, una vettura sportiva che poi egli stesso portò in gara nelle 24 Ore di Le Mans del 1952 e del 1953, dove fu sempre tradito da guasti meccanici. Nello stesso periodo lavorò come consulente per la Daimler-Benz e per la Porsche; alla guida di due Porsche 550 Spyder da 1100 cc, ottenne anche due vittorie di classe a Le Mans nel 1954 e nel 1955.

### La Chevrolet Corvette
Tornato negli Stati Uniti nel 1952 per lavorare presso la Fairchild Aircraft, fu letteralmente stregato dalla EX-122 (la prima Chevrolet Corvette), presentata al Motorama nel Waldorf-Astoria Hotel di New York all'inizio del 1953. Zora scrisse subito una lettera al capo ingegnere della Chevrolet Ed Cole ed un'altra al direttore della GM Maurice Olley per spiegare loro come secondo lui il motore "fiacco" della Corvette doveva essere sviluppato. I due furono così impressionati dalle puntuali osservazioni di Duntov che lo invitarono ad un meeting a Detroit. Come risultato, Zora venne assunto nello staff engineer il 1º maggio del 1953.

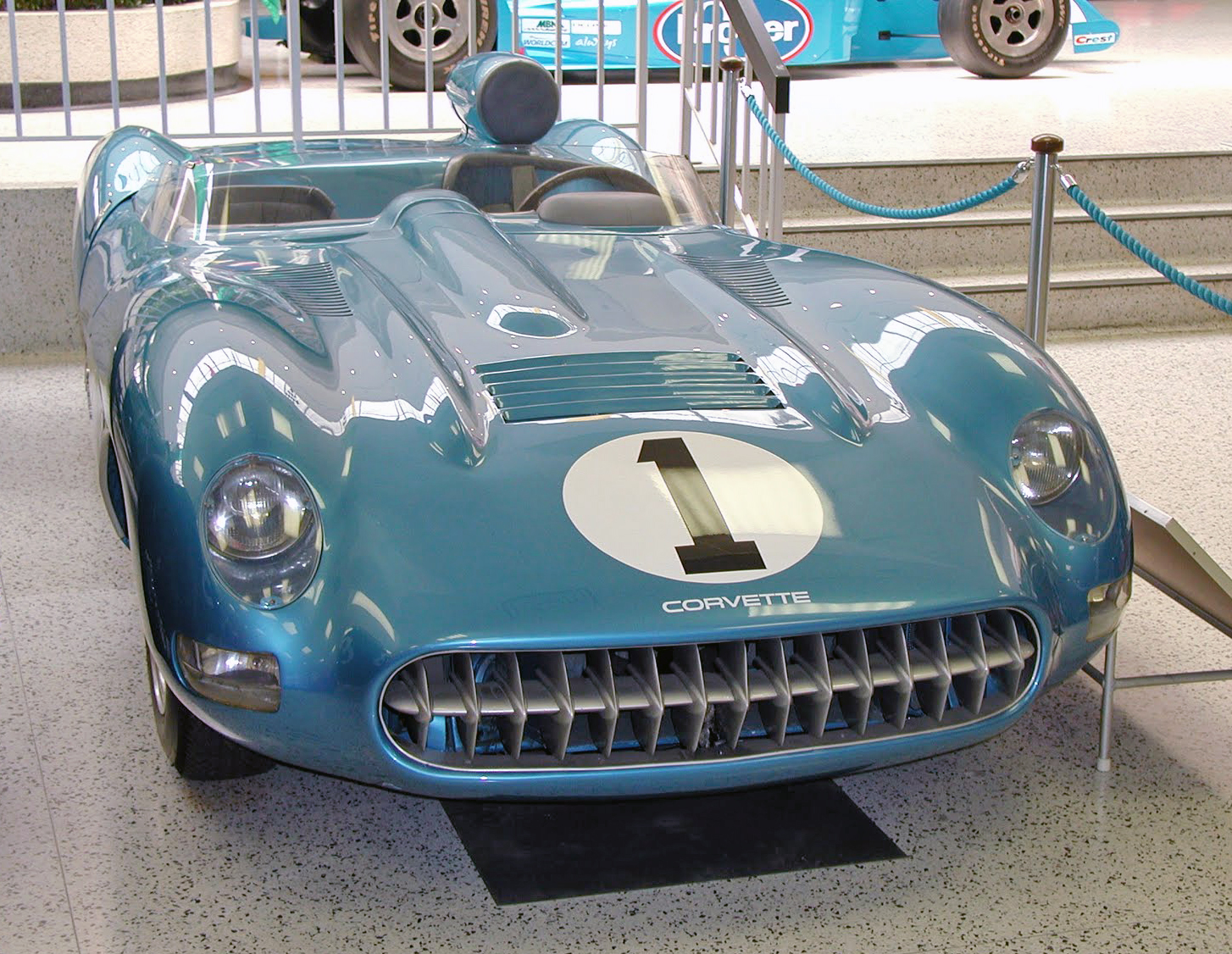
La Chevrolet Corvette SS del 1957 che partecipò alla 12 Ore di Sebring di quell'anno.

Chiamato a ricoprire il ruolo di coordinatore dello sviluppo ingegneristico della Corvette nel 1956 e direttore della divisione High Performance nel 1957, mise a frutto il suo talento sviluppando la SS (Super Sport) del 1957 (chiamata progetto XP-64). Harley Earl voleva usare un telaio della D-Type Jaguar con un V8 Chevrolet, ma Duntov si oppose e realizzò l'intera macchina. La Corvette SS del 1957 era un'automobile tecnicamente ed esteticamente valida. Una leggera carrozzeria in magnesio avvolgeva un telaio a traliccio tubolare d'acciaio, sospensioni anteriori con ammortizzatori e molle coassiali, ponte posteriore De Dion e freni a tamburo in alluminio montati entrobordo, nonché molti altri accorgimenti tecnici. Un 8 cilindri a V small block ad iniezione era alloggiato sotto il lungo cofano spiovente.
Fu proprio partendo da una corvette SS che Bill Mitchell realizzò la versione Sting Ray del 1959. A Zora si devono le realizzazioni dei progetti CERV (Chevrolet Engineering Research Vehicle), ma soprattutto della Grand Sport del 1963.
Nel 1975 Zora Arkus-Duntov lasciò la General Motors, pur continuando ad essere per il resto della vita l'"uomo immagine" della Chevrolet Corvette, sempre presente ad eventi e manifestazioni, promotore tanto zelante di quell'auto che il suo nome restò indissolubilmente legato alla Corvette. Accanito fumatore, gli fu diagnosticato un cancro ai polmoni nel 1995 e morì l'anno successivo.